# Ото I фон Брауншвайг
Ото I или Ото Детето (на немски: Otto I., Otto das Kind; * 1204; † 9 юни 1252, Люнебург) от фамилията на Велфите, е от 1235 г. първият херцог на Брауншвайг-Люнебург.

## Живот
Син е на херцог Вилхелм фон Люнебург († 1213) и Елена Датска († 1233), дъщерята на Валдемар I, краля на Дания (1157 – 1182). Внук е на Хайнрих Лъв, син на Гертруда Саксонска, дъщерята на император Лотар III.
Ото наследява през 1223 г. собствеността на Велфите и през 1235 г. император Фридрих II го прави първия херцог на новосъздаденото Херцогство Брауншвайг-Люнебург.

## Фамилия
През 1228 г. Ото се жени за Матилда фон Бранденбург (* 1210; † 10 юни 1261), дъщеря на Албрехт II, маркграф на Бранденбург (1205 – 1220) от фамилията Аскани. Той има с нея 10 деца:
- Матилда († 1295/96) ∞ 1245 граф Хайнрих II Мазния от Анхалт (1215–сл. 1266); по-късно игуменка на Гернроде
- Хелена (ок. 1231 – 1273)

1. ∞ 1239/40 ландграф Херман II от Тюрингия (1224 – 1241)
2. ∞ 1247/48 херцог Албрехт I от Саксония-Витенберг (1212 – 1261)

- Ото († 1247)
- Елизабета († 1266), немска кралица ∞ 1252 граф Вилхелм II от Холандия (1227 – 1256), римско-немски крал (Герулфинги)
- Албрехт I Велики (1236 – 1279)

1. ∞ 1252 Елизабета Брабантска (1243 – 1261), дъщеря на херцог Хайнрих II от Брабант
2. ∞ 1266 Аделазия от Монферат (1253 – 1285)

- Йохан I от Люнебург (1242 – 1277) ∞ 1265 Лиутгард от Холщайн († сл. 1289)
- Ото I († 1279), епископ на Хилдесхайм
- Конрад I († 1300), епископ на Ферден
- Аделхайд († 1274) ∞ 1263 ландграф Хайнрих I Детето от Хесен (1244 – 1308), син на херцог Хайнрих II от Брабант
- Агнес († сл. 1302) ∞ 1263 княз Вислав II от Рюген († 1302)